# Aposphaeria sepulta
Aposphaeria sepulta är en svampart som först beskrevs av Penz., och fick sitt nu gällande namn av Pier Andrea Saccardo 1884. Aposphaeria sepulta ingår i släktet Aposphaeria och familjen Melanommataceae.   Inga underarter finns listade i Catalogue of Life.